# Tour-amer de Porz Moguer

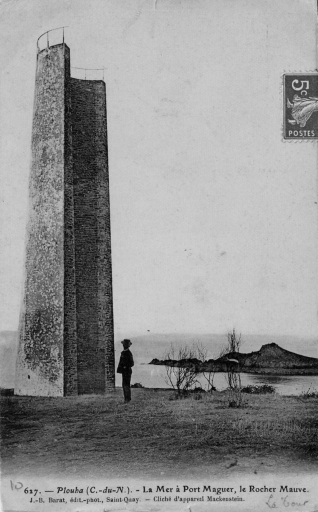
Carte postale de la Tour-Amer de Porz Moguer datant du début du 20ème siècle. Derrière, l'île de Gwin Zegal.

La Tour-amer de Porz Moguer (ou Port Moguer) est une structure maritime située sur la côte nord de la Bretagne, en France. Érigée au XIXe siècle, elle servait de repère pour la navigation et faisait partie d'un alignement permettant aux navires d'approcher la côte en toute sécurité.

## Situation géographique
La tour se situe sur la commune de Plouha, dans le département des Côtes-d'Armor, en région Bretagne. Elle se trouve à proximité de la pointe de Gwin Zegal, un site connu pour son petit port pittoresque où les bateaux sont amarrés à des troncs d'arbres enfoncés dans le sable, un des derniers mouillages de ce type en Europe. La tour domine la côte depuis un promontoire rocheux, offrant un large panorama sur la Manche.
Le site est facilement accessible via le sentier des douaniers (GR34), longeant les falaises de Plouha. La tour, située sur une propriété privée ne possède aucune plaque signalétique dans ses environs, contribuant à son aspect mystérieux pour les visiteurs. 

## Histoire

### Contexte et construction
Construite dans le troisième quart du XIXe siècle, la Tour-amer de Porz Moguer était destinée à faciliter la navigation le long de cette portion de littoral escarpé. Les falaises de Plouha, les plus hautes de Bretagne, constituent un obstacle naturel nécessitant des repères précis pour éviter les dangers maritimes.
La tour était initialement alignée avec un second amer situé plus en retrait, au village de La Trinité, qui a aujourd’hui disparu. Ensemble, ces deux structures formaient un alignement précis utilisé par les marins pour corriger leur cap lors de leur approche des ports de Porz Moguer et Gwin Zegal.

### Surnoms et particularités
Localement, la tour est surnommée "la tour sans fesses" ou encore "le cul tourné", en raison de sa silhouette élancée en demi cylindre et de sa position tournée vers la mer.

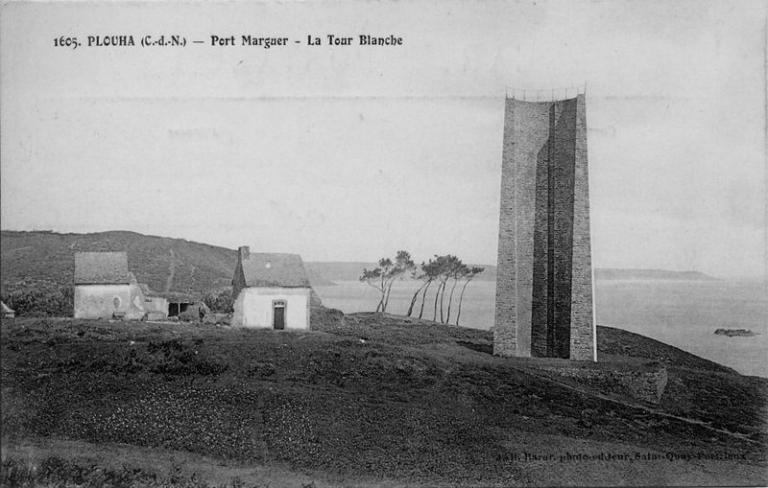
Photographie de la Tour-Amer de Porz Moguer au début du 20ème siècle.

## Architecture
La tour, construite en granite local et recouverte d'un enduit de chaux blanche, mesure environ 25 mètres de hauteur. Son architecture est sobre, conforme aux exigences fonctionnelles des amers maritimes de l’époque. Elle repose sur une base massive et se dresse en colonne élancée, visible à plusieurs kilomètres au large.
Contrairement aux phares, qui émettent des signaux lumineux, un amer est un repère visuel fixe, souvent peint en couleurs contrastées pour être identifiable à distance. Bien que cette tour n'arbore plus de signalisation spécifique aujourd’hui, elle demeure un point de repère pour les marins et randonneurs longeant le littoral.